# Історія села Яланець (Тульчинський район)
Село Яланець знаходиться в західній частині Тульчинського району. Відстань до центру громади 24 км, до залізничної ст. Вапнярка 43 км. Площа території колишньої Яланецької сільської ради 4,11 км².
Зручна місцевість — каньйоноподібні річкові долини, численні яри і вибалки, м'який клімат — сніжна зима, жарке, але не посушливе літо, родючі ґрунти, багато лісу, води — усе це сприяло тому, що здавна тут почали селитися люди. За 1 км на південь від села в урочищі «Стінка» відкрито поселення трипільської культури (4 — 3 тисячоліття до н. е.).
Враховуючи те, що кругом були лісові масиви, мочарі, болота, відсутність шляхів сполучення, якими могли рухатися нападники, разом із тим наявність великої річки, як шляху сполучення і рибальських угідь, вільні землі, природні смуги перешкод (яри, балки, байраки), — все це разом спонукало наших предків поселитися на високому правому березі річки Яланки, притоки Дністра.
З обох боків до річки суцільною стіною підступав дрімучий ліс. У народі і досі збереглася його назва — «Вовків ліс», «Чорний ліс». Він брав початок десь із північних степів Одещини, Причорномор'я і тягнувся аж на північ. Поступово поселення розросталося на північний-схід.
Місцем захоронення померлих став пологий скат гори, який впирався у річку.
Дуже важко (без спеціальних досліджень) встановити точну дату перших поселень, проте можна судити, що час масового заселення села припадає на к. 16 — поч. 17 ст.ст.;
по-перше — велике старовинне кладовище;
по-друге — на новому кладовищі хрести датуються 1700 роками.
Щодо походження назви села, то тут виникають теж дві версії: перша — від назви Ялань — степова річка, байрак, лагуна; друга — за прізвищем Ян-Ланець, що значить Іван-мандрівник, бурлака, волоцюга. На території Вінницької області у Бершадській міській громаді теж є село Яланець. За те, що там обмаль водних ресурсів, він зветься Сухим. Наше село згадується у книзі Ю.Мушкетика «Яса» під назвою гнилий Яланець, тобто має безліч мочарів, боліт, води.
Територія села належали польському королю. Тож і податки платили королю. Восени та весною щороку з кожного двору збиралося по 5 пудів пшениці, 6—8 пудів вівса. Крім того, селяни відробляли дводенну, а в жнива — і більшу панщину.
На початку визвольної війни українського народу проти шляхетської Польщі (1648–1657 роки) на Поділлі створюються Брацлавський і Вінницький полки. Брацлавський полк нараховував 22 сотні. Сотенними містечками були Райгород, Тульчин, Красне, Браїлів, Вербка, Тиманівка, Олександрівка, Яланець, Шаргород, Мурафа, Ямпіль, Станіславчик, М'ястківка, Лучинець, Богданівка, Чечельник, Комаргород, Чернявка. В Яланці козацька сотня утворилася восени 1648 р. Сотником призначено І.Сковороду (Сковородецького).
Коли в 1712 р. за Андріанопольською угодою Росія відмовилась від Правобережної України на користь Туреччини було ліквідовано Брацлавський полк (а разом з ним і Яланецьку сотню), а територія перейшла під владу Туреччини. Встановлювалися турецькі звичаї та порядки, але православних церков і віросповідання не чіпали. Так тривало майже 27 років.
Після 1712 р. на Правобережжі відбувається концентрація великого землеволодіння в руках окремих магнатів. Село було подароване графові Бжицькому з 2,5 тисячами десятин землі. На к. 18 століття селян повністю перевели на панщину. Все доросле населення повинно було працювати на пана 4 дні на тиждень, а то й більше. У селі Яланці 2,5 тис. десятин землі належали графові Бжицькому, 70 десятин — церкві, 1400 десятинами володіли селяни. Всі ліси та сіножаті належали поміщикові. Десятина землі коштувала 500–600 крб. Для основної маси селян вона була недоступна. Тому навіть після реформи 1861 р. більшість селян продовжувала працювати на поміщика.
На той час в селі було 2 крамнички, де продавалися в основному фабричні тканини, сіль, цукор, різноманітні речі. Газети та журнали передплачували лише поміщик і священик. Селяни в більшості були неписьменні. Лише діти окремих селян могли відвідувати і закінчити двокласну школу, навчитися лише читати, писати, рахувати. Вся культура тогочасного села трималася на церкві.
Церква у селі збудована в 1846 р. на честь Архистратига Михайла. Прихід її складався з жителів Яланця і Ратуша (на той час це була околиця с. Яланця). На початку 20 ст. в селі було 3150 прихожан, з яких 1562 чоловіки і 1588 жінки. Церква мала дзвіницю, дзвони з якої було чути в радіусі 5 км. Дзвіницю зруйновано в 1960-х роках. Тоді ж церкву перетворено на сільський музей. Тільки в 1989 р. церква за кошти жителів села відреставрована і відкрита заново. В Яланець прийшов священиком отець Анатолій (Дудко Анатолій Іванович).
Вперше маніфест про земельну реформу було проголошено 5 березня 1861 р. в Москві та Петербурзі. У губерніях, повітах, селах — з10 березня по 2 квітня 1861 р. В Яланці про реформу дізнались значно пізніше. Проте справжній зміст її ніхто пояснити так і не зміг. Тому поміщик протягом 3 років примушував селян відробляти панщину.
19 квітня 1861 р. в селах Тиманівці, Красногорці, Великій Русаві, Олександрівці, Яланці, Ратуші, Качківці, Нетребівці, Дахталії, Янгороді населення підняло бунт, на придушення якого було послано Мінський піхотний полк на чолі з підполковником Гедзе. « Дві роти солдат навели відповідний порядок в селах»,- доповідав земський справник Кумін генерал-губернатору Васильчикову.
У селі почала працювати школа грамоти для дітей в 1890 р. в селянській хаті.
В 1912 році побудовано вальцьовий млин, який працює до сьогодні.
Не обминула села і перша світова війна, з якої не повернулися додому понад 30-ти солдат. Окремі повернулись, хоча і пораненими, Георгіївськими кавалерами.
Під час голодомору 1932–1933 років померла ¼ частина наших односельчан (400 чоловік). Був уповноважений в селі з району Бутенко. Присилали солдатів в село, з яких робили бригаду. Бригадиром її був Урсуленко Штефан. Ходили з залізними палицями і скрізь стукали, шукали хліба в хатах, по городах, льохах. Забирали все, що знаходили. Інша бригада Уляни Карпової (Костінової) і Лікери Скупої забирали в людей все до зернини. Люди дуже вмирали. Трун не робили, бо не було дощок, ховали замотаних у веретки (рядна). Жителька села Любов Іванівна Баштанар згадувала про ті часи: «Тато мурував призьбу коло хати і заховав туди трохи зерна. Оляна Стовпець прийшла з бригадою і таки знайшла то зерно. Був склецок папшой (кукурудзи), і мама його заховала під горою. А та активістка вислідила і найшла. І потому ще з мами насміхалася. У тата була коняка, і цигани вночі вкрали. Палити не було чим. Соломи і тої не було. На поле не могли ходити, бо ноги попухли. Машина на полі молотить зерно, а на другу машину ніхто не хоче грузити снопи, бо були ослаблені».
Починаючи з 1935 р., село починає відроджуватися, розростатися. У селі при школі (яка стає середньою), хатах-читальнях, клубі були створені бібліотеки. У будинок культури щотижня завозились кінострічки. На кожному кутку села були духові оркестри. У селі працював фельдшерський пункт. Очолювало його подружжя В.Міллер та Н.Міллер.
22 червня 1941 року. Неділя.
Як і багато інших людей, наші односельчани відпочивали. Біля церкви (її з 30-го року перетворили на сільський клуб) грала музика. Школа робила свій перший випуск десятикласників. А вже після обіду надійшла звістка: ВІЙНА!
Зранку 23 червня 1941 р. розпочалася загальна мобілізація чоловіків з 1894 по 1923 роки народження.
На різних фронтах воювали наші односельчани. Не всім судилося повернутися додому. З 600 чоловік на різних фронтах загинуло 373 жителі Яланця. Найбільше загинуло в Румунії, Угорщині — близько 113 чоловік. Багато з них залишилося під Москвою, Києвом, Харковом, Ленінградом, Одесиою, Смоленськом, Каунасом, Можайськом, Вітебськом, Брестом, Таганрогом, Туапсе. Але найбільше наших односельчан загинуло під Яссами та на озері Балатон.
Безприкладні подвиги здійснювали наші односельчани під час війни на різних фронтах. Ось розповіді про декількох з них.
Молодший лейтенант Скупий Василь Спиридонович в складі 39 армії штурмував місто Кенінгсберг. Командир самохідної гармати знищив багато ворогів та техніки, але машина теж була підбита. Атака піхоти захлинулася. Щоб підняти бійців у атаку і виправити становище, молодший лейтенант Скупий B.C. повів палаючу машину на ворога, знищив одну гармату, три кулеметні точки, до 20 солдат та офіцерів. Вів вогонь з гармати до останнього подиху. У машині детонував боєзапас. Загинув смертю героя. Посмертно нагороджений орденом Червоної Зірки та орденом Вітчизняної війни 1-го ступеня.
Річняк Валентина Арсенівна (Лошакова), медсестра 8-го Гвардійського стрілецького полку 4-ї Гвардійської стрілецької дивізії, у бою в районі українського містечка Апостолово проявила героїзм та відвагу. У суцільній багнюці під безперервним обстрілом ворога винесла на нейтральну зону 18 поранених бійців та офіцерів. Вночі на поранених посунув ворожий танк та піхота. Річняк М. А. підбила танк і знищила багато фашистів.
За мужність та героїзм нагороджена багатьма орденами та медалями.
Танкіст, механік-водій Бакула Іван Семенович штурмував місто Харків. Багато разів місто переходило з рук в руки, але наші бійці знову відбивали його. Щоб підтримати наступаючу піхоту і знищити ворожі гармати, які вели безперервний вогонь по танках та піхоті, Бакула І. С. повів свій танк прямо на батарею ворога. Було знищено близько 10-ти гармат та 30-ти фашистів. Але одна з гармат встигла вистрілити. Танк зупинився. Екіпаж загинув, а механік-водій Бакула І. С. був важко поранений. За мужність і героїзм нагороджений високими бойовими нагородами.
16 березня 1944 р. село було визволене військами 2 Українського фронту. Після визволення село відроджується. Відновлюють свою роботу колгоспи. Керівниками обрано: Пітік Г. Я. («Більшовик»), Продан Г. В. («8-ме Березня»), Паламар Μ.Μ. («Червоний партизан»), Мороз С. А. (« ім. Т.Шевченка»). Важкий час випав на долю наших односельчан. Всю роботу на полях виконували вручну, техніки, як і насіння, не було. Крім того, потрібно було допомагати фронтові. Починають повертатися інваліди війни та евакуйовані. Поступово село заліковувало рани, нанесені йому війною.
В 1950 р. на базі 4 колгоспів створюється колгосп «Більшовик», який очолює Костін Олександр Федорович (1914 р. н.). Село відбудовується, з'являються нові корівники, пташники і свинарники. В 1959 р. побудовано нову школу в долині біля Ізвору. Там зараз працює дитячий садок.
1961 р. господарство очолює Дмитров Василь Іванович (1918 р. н.), колишній командир партизанського загону, капітан. Тоді в колгоспі збудовано новий будинок культури на 450 місць, контору господарства (1975 р.). На честь 20- річчя Перемоги у Великій Вітчизняній війні споруджено пам'ятник Вічної слави загиблим односельчанам.
В 1968 р. після смерті Дмитрова В. І. (14.01.1968 р.) головою колгоспу обрано Калинчука Василя Йосиповича (1927 р. н.). Будуються тваринницькі ферми, ремонтні майстерні, переобладнується церква під музей.
В 1978 р. господарство очолює Пітік Василь Григорович (1942 р. н.). Розпочато будівництво нової школи, відкрито табір праці і відпочинку, в приміщені церкви відкрито музей.
В 1983 р. головою колгоспу «Більшовик» обрано Гомеля Олександра Андрійовича (1952 р. н.). Закінчено і відкрито нову 3-поверхову школу, проведено капітальний ремонт і переобладнання будинку культури. По селі на центральних вулицях прокладено бруківку, частина доріг заасфальтована. Збудовано СТФ, нові корпуси МТФ.
З 1993 по 1998 рр. в роки економічної кризи господарство очолював Уляновський Володимир Іванович (1952 р. н.). Незважаючи важкі часи, йому вдалося зберегти цілісний майновий комплекс господарства і поголів'я тваринницького комплексу. За допомогою господарства було забезпечено навчання учнів у 10 — 11 класах загальноосвітньої школи, здійснювалося харчування дітей за рахунок КСП.
В 1998 р. господарство очолив Одайник Микола Миколайович. За його керівництва в господарства з'являється інвестор «Укрпромінвест» в особі Порошенка О. І.. Господарство поступово виходить з кризи, стає рентабельним.
У 2003 р. Одайника Μ. Μ. обрано народним депутатом України і виконавчим директором господарства призначено Маланчука Віктора Костянтиновича. Господарство по виробничих показниках зберігає лідируючі позиції в районі. За цей час надавалась спонсорська допомога соціальній сфері села, зроблено реконструкцію пам'ятника Слави, побудовано капличку біля церкви, облаштовано Ізвор.
З березня 2007 р. виконавчим директором призначено Микитенка B.C., який працює по даний час.
На сьогодні на території села Яланець функціонує загальноосвітня школа І — III ст., дитячий садок, амбулаторія сімейної медицини, будинок культури. Більша частина населення с. Яланець працює у філії «Яланецьке» ЗАТ "ПК «Поділля», інша частина зайнята в соціальній сфері села. З 1944 р. на території села функціонує громадська організація «Яланецькі козаки», яка зберігає козацькі та українські народні традиції та веде їх пропаганду серед молоді села.

## Відомі земляки
Баштанар Любов Іванівна, Герой Соціалістичної Праці, депутат Верховної Ради Радянського Союзу VI скликання від Тульчинського виборчого округу. Народилась 1919 р. Трудове життя розпочала в 12 років. У далекому голодному 1934 р. працьовиту дівчину обрали ланковою. Вона стала ініціатором збору перегною, попелу, що весною вносили як органічне добриво на поля, шукала насіннєвий матеріал. Після визволення у 1944 р. з подругами взялася за відновлення сільського господарства села. Зародилося змагання за вирощення 500-центнерного ужинку цукрових буряків з одного гектара.
В 1950 р. ланкова буряківничої ланки стає дояркою. З притаманною їй завзятістю і ентузіазмом вона взялася за нову справу. Вже в 1960 р. Л. І. Баштанар надоїла від кожної своєї корови по 4994 кг молока, а за рік довела показник до 5403 кг. В 1962 р. її було висунуто кандидатом в депутати Верховної ради СРСР по Тульчинському виборчому округу. Томашпільчани підтримали свою землячку. За клопотанням депутата Верховної Ради Л. І. Баштанар в селі з'явилася нова техніка: бульдозер, автомобіль «Волга», автобус, збудовано два корівники, будинок культури, магазини, контору колгоспу, учнівський гуртожиток, по маршруту «Яланець — Томашпіль — Вапнярка» курсував автобус.
За високі успіхи в розвитку тваринництва, збільшення виробництва і заготівлі м'яса, молока, яєць, вовни та іншої продукції Указом Президії Верховної Ради СРСР 22 березня 1966 року Любові Іванівні Баштанар присвоєно звання Героя Соціалістичної Праці.
Бойчук Василь Сафронович, Герой Соціалістичної Праці. Народився в 1912 р. с. Яланець. Трудовий шлях розпочав робітником на будовах Донбасу. Навчався на вечірньому відділенні Одеського залізничного інституту і одночасно працював вчителем початкових класів, а згодом, секретарем Одеського міському комсомолу. В 1938 р. закінчив Вінницький педагогічний інститут. До війни працював директором Соколівської середньої школи Крижопільського району. Добровольцем пішов на фронт. За бойові заслуги нагороджений орденом Вітчизняної війни ІІ ступеня, двома орденами Червоної Зірки, медалями. Повернувшись на Крижопільщину, працює директором Городківської десятирічки. З 1951 по 1962 роки працював секретарем Крижопільського райкому КП України. Указом Президії Верховної Ради СРСР від 26.02.1958 р. присвоєно звання Герой Соціалістичної Праці. З квітня 1962 р. працює начальником Крижопільського виробничого колгоспно-радгоспного управління, а потім секретарем цього управління. У вересні 1963 В. С. Бойчука обрано головою правління Вінницької облспоживспілки.
Поштар Василь Кирилович, Герой Соціалістичної Праці. Народився в 1926 р. в с. Яланець . В 1938 р. закінчив 5 класів Яланецької середньої школи і пішов працювати в місцевий колгосп. Учасник Великої Вітчизняної війни з 1944 р. Після війни продовжував службу на флоті до 1950 р. З 1950 р. спочатку працює рибалкою, а потім бригадиром риболовецької бригади в м. Керч. За видатні успіхи, досягнуті у виконанні завдань 9 п'ятирічки по розвитку рибного господарства Президією Верховної Ради СРСР Указом від 26 квітня 1971 р. Поштару Василю Кириловичу присвоєно звання Героя Соціалістичної Праці. Поштар Василь Кирилович — делегат ХХІІІ — ХХІ4 з'їздів КПРС і 25 з'їзду Компартії України, лауреат Державної премії УРСР 1980 року. За бойові заслуги в роки війни нагороджений орденами Вітчизняної війни 1 ступеня, Червоної зірки, медаллю «За відвагу», за трудову діяльність — орденом Леніна, 6 ювілейними медалями.
Біжан Іван Васильович народився 25 листопада 1941року в с. Яланець.
Закінчив школу в 1959 р. Після школи поступив у Львівське загальне військове училище ім. Щорса, потім Харківське танкове командне училище. Працював командиром танкової роти. Потім направили на навчання в Москву, в Академію бронетанкових військ. Командир батальйону. Начальник штабу. Начальник штабу дивізії ім. Маліновського. Всі навчальні заклади закінчив з відзнаками. Був на Кубі, де співпрацював з Ф.Кастро, служив там радником командарма (1987–1989 р.). Влітку 1989 р. одержав призначення як командуючий армією. . Наприкінці 1991 р. був призначений заступником Міністра оборони України. Зараз на заслуженому відпочинку.
Сидорук Григорій Павлович народився 29 березня 1958 р. в с. Яланець. Після закінчення місцевої школи поступив в Одеський ветеринарний інститут, який успішно закінчив. Працює начальником ветеринарної медицини Вінницької області. Має звання генерал-майор ветеринарної медицини.
Скупий Михайло Филимонович народився с. Яланець в 1926 р. в сім'ї колгоспників. Закінчив Яланецьку школу і поступив у ветеринарний технікум. Потім був ветеринарний інститут. Займав посаду Головного ветеринарного лікаря Вінницької обл., активно сполучав професійну працю з науковою: кандидат с/наук.
Павлишин Микола Миколайович народився в с. Яланець 6 березня 1967 р. Призивався в армію на строкову службу в 1985 р. Після армії поступив у Рязанське повітрянодесантне училище. Після закінчення -командир роти, начальник штабу окремого батальйону. 2002 р. закінчив Національну академію оборони. Після академії — заступник командира аеромобільної бригади. У даний час виконує обов'язки командира 95-ї окремої аеромобільної бригади. Начальник Кафедри тактики повітрянодесантних військ Академії сухопутних військ. Начальник факультету аеромобільних десантних військ. Полковник запасу.
Цуркан Олександр Григорович народився в с. Яланець 2 вересня 1959 р. Закінчив Яланецьку СШ в 1977 р. Після школи поступив до Вінницького політехнічного інституту, який закінчив в 1982 р. Потім закінчує Інститут марксизму- ленінізму в 1984 р. Зараз працює Першим заступником голови державної служби спеціального зв'язку та захисту інформації України. Генерал майор.

## Їх відзначено за працю
- Званням Герой Соціалістичної Праці: Бойчук Василь Сафронович — 1958 р., Баштанар Любов Іванівна — 1966 р., Поштар Василь Кирилович — 1971 р.;
- орденом Жовтневої революції: Одайник Ольга М., Зугравий Василь І.;
- орденом Трудового Червоного Прапора: Мартинюк Василь А., Одайник Зінаїда К., Мунтян Григорій Н., Рузяк Анатолій П., Накорчевська Ганна І., Калинчук Василь Й., Одайник Ольга Н., Богайчук Василь Г.;
- орденом Слави ІІІ ст.: Постолатій Степан К., Парпальос Михайло С., Павлишин Михайло В., Скупий Віктор М., Гончарук Василь П.;
- орденом «Знак Пошани»: Куржос Надія П., Мартинюк Григорій В., Анатій Г. Я., Бондар Іван Т., Маланчук Марія І., Коснич Ганна Г., Маланчук Галина І., Міщенко Раїса Н., Савчук Ніна В., Скупий Григорій П., Скупий Микола П., Коваль Марія М., Натий Григорій Степанович, Мельник Іван В.;
- медаллю «За трудову доблесть»: Патран Олексій С., Мельник Іван В., Братчук Петро С., Сидорук Ніна Я., Поштар Василь Г., Гуменна Ольга Л.;
- медаллю «За трудовое отличие»: Бабин Микола М., Боднар Василь П., Павлишин Микола В., Рузяк Людмила А., Біжан Анатолій Г.

Реабілітовані: Бабин Г. З., Бабин Я. І., Біжан А. Д., Біжан І. З., Біжан М. І., Бондар С. П., Братчук М. П., Корженевська М. К., Лукашевич К. Г., Любинецький В. С., Мошняга М. К., Клют Д. Ю.